# معركة سان باتريسيو
بدأت معركة سان باتريسيو في 27 فبراير عام 1836 بين القوات المكسيكية والمتمردين المهاجرين إلى مقاطعة تكساس المكسيكية، والمعروفة باسم تكساس. كانت المعركة بمثابة بداية لحملة جولايد، وهي الهجوم المكسيكي لاستعادة ساحل خليج تكساس. وقعت في وحول سان باتريسيو.
بحلول نهاية عام 1835، تم طرد جميع القوات المكسيكية من تكساس. قام فرانك دبليو جونسون، قائد الجيش المتطوع في تكساس ، وجيمس غرانت، بجمع متطوعين بالتخطيط لغزو مدينة ماتاموروس الساحلية المكسيكية. بعد أن قضوا عدة أسابيع في جمع الخيول في بعثة ماتاموروس ، في أواخر شهر فبراير ، قام جونسون بقيادة القطيع إلى سان باتريسيو. عيّن جونسون بعض من جنوده في مزرعة على بعد 4 أميال (6.4 كم) خارج البلدة لحراسة الخيول، في حين أن بقية رجاله أقاموا حامية في ثلاثة مواقع مختلفة في المدينة.

## خلفية
في عهد الرئيس أنطونيو لوبيز دي سانتا آنا، بدأت الحكومة المكسيكية بالابتعاد عن النموذج الفيدرالي إلى حكومة أكثر مركزية. أدت سياساتها الدكتاتورية المتزايدة، بما في ذلك إلغاء دستور عام 1824 في أوائل عام 1835 ، حرضت الفيدراليين في جميع أنحاء البلاد على التمرد.